# Peter Debye
Peter Joseph William Debye, född Petrus Josephus Wilhelmus Debije 24 mars 1884 i Maastricht, död 2 november 1966 i Ithaca, New York, var en nederländsk-amerikansk fysiker och fysikalisk kemist.

## Biografi
Efter studier för Arnold Sommerfeld i Aachen och München blev Debye år 1911 professor vid universitetet i Zürich, 1912 i Utrecht, 1914 i Göttingen, 1921 vid Tekniska högskolan i Zürich och från 1927 i Leipzig innan han 1934 blev professor ivid Berlins universitet och 1935 direktör för Kaiser Wilhelm-institutet i Berlin. År 1939 emigrerade han till USA och erhöll 1948 en professur i kemi vid Cornell University (Ithaca) där han verkade ända till sin död.  Han blev amerikansk medborgare 1946.
Debye har utfört flera betydelsefulla arbeten av såväl teoretisk som experimentell natur rörande ljusets böjning, strålningslagarna, vätskornas elektrolytiska ledningsförmåga, teorier för Comptoneffekten och molekylära dipoler. Av epokgörande betydelse för teorin för speciell värme är ett av Debye 1912 publicerat arbete, grundat på kvantteoretiska betraktelser, vilket bland annat innehåller den berömda så kallade T3-lagen, enligt vilken den specifika värmen för en enatomig fast kropp vid mycket låga temperaturer är proportionell mot kuben på den absoluta temperaturen.
Tillsammans med Paul Scherrer har Debye utarbetat en metod för undersökning av kristallstruktur genom studium av röntgenljusets interferens.
Hans undersökningar av polära föreningars dipolmoment över röntgen- och elektronstrålars avböjning i gaser och vätskor ledde till metoder att bestämma atomers läge och inbördes avstånd i en molekyl. Detta innebar helt nya möjligheter att erhålla fördjupade kunskaper om molekylers byggnad och för dessa arbeten erhöll han år 1936 Nobelpriset i kemi. Året före hade han tilldelats Lorentzmedaljen.
Han har givit sitt namn åt Debye-krafterna, som är en form av van der Waals-krafter mellan inducerade och permanenta dipoler.
Debyes forskning under senare delen av hans liv var inriktad på att utarbeta metoder för att bestämma molekylvikt och geometriska dimensioner hos jättemolekyler av polymertyp.